# Vreta, Mjölby kommun

Vreta är en gård från medeltiden i Allhelgona socken (nuvarande Mjölby kommun). Den bestod av 2 mantal. 